# Tabor (Pfäfers)

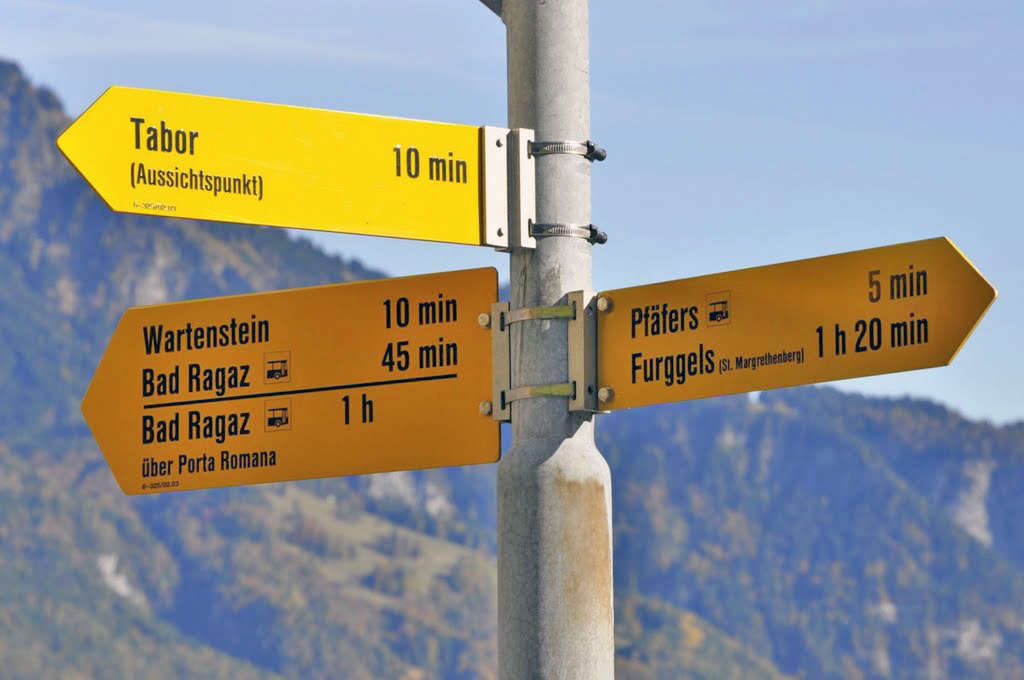
Wegweiser zum Aussichtspunkt

Der Tabor ist ein Aussichtspunkt in der St. Galler Gemeinde Pfäfers.
Der westlich der Ruine Wartenstein gelegene Punkt ist rund 800 m ü. M. hoch.